# Anerood Jugnauth

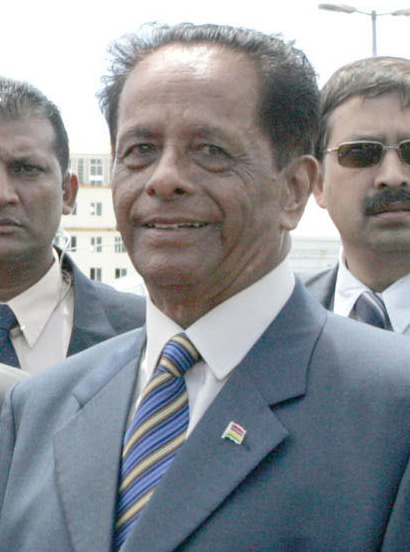

Sir Anerood Jugnauth (Devanagari: अनिरुद्घ जगन्नाथ) (Vacoas-Phoenix, 29 maart 1930 – Curepipe, 3 juni 2021) was van 2003 tot 2012 president van Mauritius. 
Voordat hij deze functie bekleedde, was hij vier perioden minister-president. Ook als minister van Defensie en minister van Binnenlandse Zaken van zijn land is hij actief geweest. 
Jugnauth had in de jaren 60 een actieve rol in de strijd voor onafhankelijkheid van Mauritius.
- Bibliothèque nationale de France: cb12081425s (data)
- Gemeinsame Normdatei: 1252489315
- International Standard Name Identifier: 0000 0000 3512 3853
- Library of Congress Control Number: n85319242
- Nederlandse Thesaurus van Auteursnamen: 170298299
- Système universitaire de documentation: 098221116
- Virtual International Authority File: 19702966
- WorldCat: E39PBJf8w6PtV74TvrttHDjt8C